# Carl Weber (Admiral)
Carl Weber, auch Karl Weber (* 23. April 1896 in Rosen (Ostpreußen); † 1975) war ein deutscher Konteradmiral (Ing.) der Kriegsmarine.

## Leben
Carl Weber trat im August 1914 in die Kaiserliche Marine ein und war bis Oktober 1914 bei der II. Werftdivision. Bis Januar 1915 war er in der I.A.Z.R., kam für drei Monate auf die Leipzig und für vier Monate auf die Kaiser Karl der Große. Von August 1915 bis September 1916 war er auf dem Torpedoboot V 28 und diente für ein Jahr auf der Baden. Von September 1917 bis August 1918 besuchte er die Ingenieur- und Deckoffizierschule. Am 1. August 1918 wurde er Marine-Ingenieuraspirant. Anschließend war er für ein Monat wieder in der II. Werftdivision und war bis Kriegsende auf der Schwaben.
Nach dem Krieg schloss er sich von März 1920 bis Mai 1920 der III. Marine-Brigade an, wurde später als Fähnrich (Ing.) in die Reichsmarine übernommen. Von September 1920 bis Januar 1922 war er als Wachingenieur auf der Hamburg, wurde am 1. Januar 1921 Leutnant (Ing.) und von Oktober 1925 bis Juli 1928 in gleicher Funktion auf der Emden. Vorher war er noch am 1. Juli 1922 zum Oberleutnant (Ing.) befördert worden. Am 1. November 1928 folgte seine Beförderung zum Kapitänleutnant (Ing.). Von September 1929 bis Oktober 1931 war er als Ingenieur bei der 3. Torpedoboots-Halbflottille und wurde anschließend bis April 1934 Kraftfahroffizier der Marinestation der Nordsee in Wilhelmshaven. Ab September 1934 war er für ein Jahr Leitender Ingenieur auf der Emden. Als Korvettenkapitän (Ing.) (Beförderung am 1. Oktober 1933) war er 1936 in der Operationsabteilung (A I) und zugleich in der Marineausbildungsabteilung (A IV) im Marinekommandoamt. Von Oktober 1938 bis November 1939 war er als Kapitän zur See (Ing.) Kommandeur der 14. Schiffsstamm-Abteilung und kam dann bis September 1940 als Stationsingenieur zurück zur Marinestation der Nordsee, um von September 1940 bis Oktober 1941 als Leiter der Transportabteilung beim Kommandierenden Admiral Frankreich eingesetzt zu werden. Bis November 1943 war er Chef des Stabes der Schiffsmaschinen-Inspektion und war dann z.V. des Marineoberkommandos Nord gestellt. Im Januar 1944 übernahm er von Konteradmiral (Ing.) Heinrich Wagner die Position als Kommandant des Marinearsenals Bordeaux. Im August 1944 mit der Ablösung als Kommandant des Marinearsenals Bordeaux stellte Weber in Bordeaux die Marine-Brigade Weber mit vier Regimentern auf, die den deutschen Rückzug der Marineangehörigen decken sollte. Ende September 1944 wurde der Verband bereits wieder zerschlagen und die Mitglieder wurden in Kriegsgefangenschaft genommen. Weber war vom 19. September 1944 bis Februar 1948 in amerikanischer Kriegsgefangenschaft.